# Chiré-en-Montreuil
Chiré-en-Montreuil là một xã Pháp, tọa lạc ở tỉnh Vienne vùng Nouvelle-Aquitaine, Pháp. Xã này có diện tích 21,41 kilômét vuông, dân số năm 2006 là 857 người. Xã nằm ở khu vực có độ cao trung bình 136 m trên mực nước biển.
Dân địa phương danh xưng tiếng Pháp là Chiréens.

## Biến động dân số
| Năm | 1962 | 1968 | 1975 | 1982 | 1990 | 1999 | 2006 |
| --- | ---- | ---- | ---- | ---- | ---- | ---- | ---- |
| Dân số | 554  | 581  | 554  | 578  | 656  | 804  | 857  |
| From the year 1962 on: No double counting—residents of multiple communes (e.g. students and military personnel) are counted only once. |      |      |      |      |      |      |      |